# ميلتون ر. وولف
ميلتون ر. وولف (بالإنجليزية: Milton R. Wolf)‏ هو إشعاعاتي ‏ وطبيب وسياسي أمريكي، ولد في 8 أبريل 1971 في ليونز في الولايات المتحدة. حزبياً، نشط في الحزب الجمهوري.